# Биотит
Биоти́т — минерал, представляет собой калий-алюминий-магний-железо содержащую слюду. Широко распространен и составляет 2,5 — 3 % земной коры.
Название дано по фамилии французского физика Жан-Батиста Био (1774—1862).

## Химический состав
Весьма изменчив; оксид калия К2О 4,5 — 8,5 %, оксид магния MgO 0,3 — 28 %, оксид железа(II) FeO 2,8 — 27,5 %, оксид железа(III) Fe2О3 0,3— 20,5 %, оксид алюминия Al2О3 9,5 — 31,5 %, диоксид кремния SiO2 33 — 45 %, вода H2O 6 — 11,5 %. Многочисленны примеси.

## Происхождение
Биотит является важным породообразующим минералом гранитов, гранодиоритов, трахитов, минетт. Реже встречается в более основных и очень редко — в основных породах (базальты). Широко распространён в пегматитах. Во многих метаморфических породах (контактовые роговики, слюдяные сланцы, парагнейсы, ортогнейсы) встречается в виде мелкочешуйчатых, иногда плотных шлировых выделений.
Распространён повсеместно. Практически во всех кислых магматических (граниты, гранодиориты) и метаморфических (гнейсы, сланцы) по данным измерений методами геобаротермометрии температура кристаллизации минерала колеблется в пределах 600—700 °C.

## Разновидности
- Лепидомелан (др.-греч. λεπίς — чешуя, μέλας — черный)
- Мероксен (др.-греч. ξένος — чужой) — нормальный, бедный железом биотит
- Рубеллан — коричневатая или кирпично-красная разновидность, встречающаяся в эффузивных породах
- Сидерофиллит (др.-греч. σίδηρος — железо, φύλλον — лист) — богатый железом и почти не содержащий магния биотит

## Сопутствующие минералы
Кварц, полевые шпаты, мусковит, авгит, роговая обманка.
Сходные минералы: Гидробиотит, тёмный вермикулит. 

## Месторождения
В Германии в гранитах Броккена (Гарц), гранитах и гранодиоритах Лаузица, в гранит — сиенитовом массиве Мейсен, в гранитах, гнейсах и контактовых роговиках Рудных гор.
Идиоморфные кристаллы биотита встречаются в базальтах Обервизенталя. В саксонских Гранулитовых горах развиты биотитовые пегматиты. Биотит является также заметной составной частью кордиеритовых гнейсов в окрестностях Бургштедта и гранитов, пегматита и кристаллических сланцев Тюрингенского Леса.
В России самые крупные скопления биотита приурочены к гнейсам и сланцам Балтийского щита (Карелия, Кольский полуостров). 

## Практическое значение
Иногда находит применение в качестве блёсток для игрушек, театральных декораций, размолотым добавляется в черепицу, применяется как изоляционный материал. Крупные кристаллы ценятся коллекционерами. Используется в научных целях.